# 皷包武
皷 包武（鼓、つづみ かねたけ、1846年12月28日〈弘化3年11月11日〉- 1914年〈大正3年〉9月20日）は、幕末の長州藩士、明治期の大日本帝国陸軍軍人。最終階級は陸軍少将。旧姓・佐藤。

## 経歴
周防国熊毛郡、現在の山口県熊毛郡田布施町で長州藩士佐藤信寛の二男として生まれ、同藩士・皷源八の養子となり慶応2年6月（1866年）に家督を相続した。
文を岡本栖雲に、剣術を北川萬蔵に学んだ。万延元年（1860年）山口明倫館騎兵隊塾に入塾し大村益次郎の薫陶を受けた。四国艦隊下関砲撃事件では伝令使として従軍。四境戦争では騎兵隊員として出征。戊辰戦争にも従軍した。
明治2年（1869年）京都で大村益次郎が刺客に襲撃され重傷を負い、その死去まで大坂で同僚数名と看護に尽くした。その後、山田顕義に私淑した。
1871年（明治4年）陸軍騎兵少尉に任官。西南戦争に従軍。1883年（明治16年）陸軍大学校教授に就任。1886年（明治19年）騎兵局次長を兼任。1887年（明治20年）6月、陸軍省騎兵局長に転じ、1888年（明治21年）11月、騎兵大佐に昇進。1890年（明治23年）3月に騎兵局が廃止され軍務局馬政課長に就任。病のため1892年（明治25年）11月に休職となる。
日清戦争勃発のため1894年（明治27年）7月、留守第6師団参謀長に就任。1895年（明治28年）3月、再び休職したが、1896年（明治29年）10月、軍馬補充部本部長として復帰。
1897年（明治30年）4月、陸軍少将に進む。同年5月、予備役に編入された。
神奈川県鎌倉郡鎌倉町（現鎌倉市）坂ノ下の別荘に閑居していたが、1914年9月16日夜に腸閉塞を発症し、同月20日午前10時に死去した。墓所は谷中霊園。

## 親族
- 妻 皷ふみ（玉乃世履長女、1855年-1932年）[2]
- 長男 皷包美（台湾総督府参事官、1882年-1946年）[2]